# Kanclerz Francji

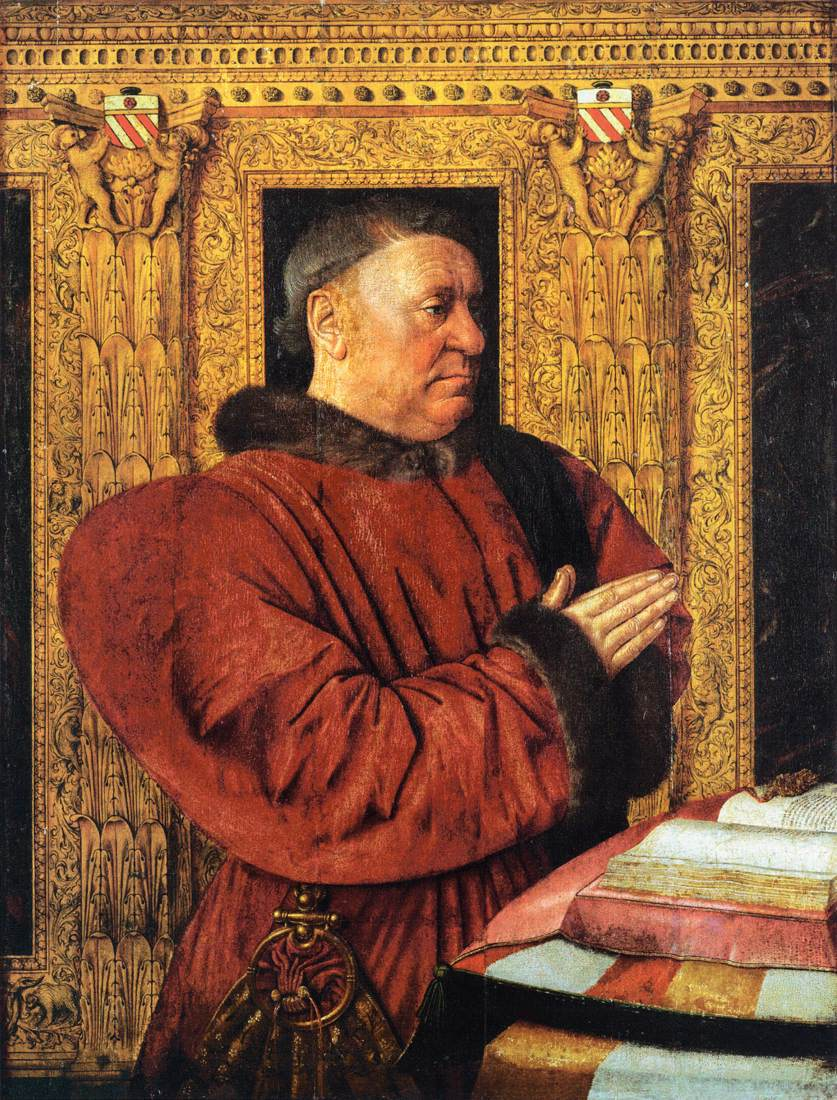
Guillaume Jouvenel des Ursins, kanclerz Francji w latach 1465–1472

Kanclerz Francji – od momentu powstania jednym z najważniejszych urzędów dworskich. Do jego głównych obowiązków należało sporządzanie i opieczętowywanie dokumentów oraz zarządzanie kancelarią, kanclerz sprawował także pieczę nad królewską pieczęcią. Do jego współpracowników należeli wicekanclerze i notariusze. Istniał także urząd arcykanclerza, był to jednak tytuł honorowy, niezwiązany z żadnym specjalnymi prerogatywami, czy obowiązkami. Większość lub nawet całość personelu kancelarii, łącznie z samym kanclerzem, stanowiły osoby duchowne, często królewscy kapelani.
W warunkach średniowiecznego dworu królewskiego nie było jasnego podziału ról i obowiązków między dworskim urzędnikami. Często zatem ich zadania wykraczały poza pole działania przypisane sprawowanym przez nich funkcjom. Wobec tego niejednokrotnie zdarzało się, że kanclerze zajmowali się wymierzaniem sprawiedliwości, królewskimi finansami, czy nawet dowodzili wojskiem.
Od początku istnienia urzędu jego obsada leżała wyłącznie w gestii króla. Od 1371 roku o osobie kanclerza decydował parlament paryski, była tak do panowania Ludwika XI, który ponowił zwyczaj mianowania kanclerza bez konsultacji z parlamentem.

## Lista kanclerzy Francji
- 989 – 991: Renaud de Vendôme, biskup Paryża
- 991 – 998: Gerbert d’Aurillac, papież Sylwester II
- 998 – 1005: Roger de Blois
- 1005 – 1015: Francon
- 1018: Arnulf, arcybiskup Tours
- 1060 – 1067: Baudouin
- 1067 – 1072: Geoffroy de Boulogne i Pierre
- 1073 – 1080: Geoffroy de Boulogne, oraz Guillaume i Roger
- 1081 – 1094: Godefroy de Boulogne, od 1085 arcykanclerz
- 1094 – 1106: Gilbert
- 1106 – 1118: Étienne de Senlis,  biskup Paryża
- 1118 – 1127: Étienne de Garlande
- 1127 – 1132: Simon
- 1132 – 1137: Étienne de Garlande
- 1137 – 1140: Algrin
- 1140: Noël, ksiądz Rebais
- 1140 – 1147: Cadurc
- 1147 – 1149: Barthélemy
- 1150: Simon
- 1150 – 1172: Hugues de Champfleury, biskup Soissons
- 1179 – 1185: Hugues du Puiset
- 1203 – 1227: Guérin,  biskup Senlis
- 1227 – 1231: Philippe d’Antogny
- 1231 – 1236: Aubry Cornu
- 1236 – 1244: Jean de la Cour
- 1244 – 1249: Nicolas Le Chien,
- 1249 – 1252: Gilles, biskup Tyros
- 1252 – 1259: Raoul de Grosparmy
- przed 1260: Guy Faucoi, później papież  Klemens IV
- 1259 – 1261: Simon de Brie, później papież  Marcin IV
- 1262 – 1270: Philippe de Cahors
- 1270: Guillaume de Rampillon, archidiakon Paryża.
- 1270: Guillaume de Chartres, dominikanin
- 1271 – 1273: Pierre Barbet
- 1273 – 1282: Henri de Vézélay
- 1282 – 1290: Pierre Chalon
- 1291 – 1292: Jean de Vassoigne
- 1293 – 1296: Guillaume de Crépy
- 1296 – 1297: Thibaut de Pouancé, biskup Dol
- 1297 – 1302: kawaler Pierre Flotte,
- 1302 – 1304: Étienne de Suizy
- 1304 – 1306: Pierre de Mornay, biskup'Auxerre
- 1306: Pierre de Grez
- 1306 – 1307: Pierre de Belleperche, biskup Auxerre
- 1307 – 1310: Guillaume de Nogaret
- 1310 – 1311: Gilles Aycelin de Montaigu, arcybiskup Narbonne
- 1311 – 1313: Guillaume de Nogaret
- 1313 – 1314: Pierre de Latilly, biskup Châlons
- 1314 – 1316: Étienne de Mornay
- 1316: Pierre d’Arabloy
- 1317 – 1321: Pierre de Chappes
- 1320 – 1321: Jean de Cherchemont
- 1321 – 1323: Pierre Rodier
- 1323 – 1328: Jean de Cherchemont
- 1328 – 1329: Mathieu Ferrand
- 1329: Jean de Marigny, biskup Beauvais
- 1329 – 1334: Guillaume de Saint-Maure
- 1334: Pierre Roger de Beaufort Turenne, biskup Arras.
- 1335 – 1338: Guy Baudet, biskup Langres
- 1338 – 1339: Étienne de Vissac
- 1339 – 1347: Guillaume Flote
- 1347 – 1349: Firmin de Coquerel, biskup Noyon
- 1349 – 1357: Pierre de la Forest, arcybiskup Rouen
- 1357 – 1358: Gilles Aycelin de Montaigut, biskup Thérouanne
- 1357 – 1359: Foulques Bardoul,biskup Avranches
- 1358: Jean de Dormans, biskup Lisieux
- 1359 – 1361: Pierre de la Forest,  arcybiskup Rouen
- 1361: Gilles II Aycelin de Montaigut, biskup Thérouanne
- 18 IX 1361 – 1372: Jean de Dormans, biskup  Lisieux
- 1372 – 1373: Guillaume de Dormans
- 1373: Jean de Dormans,
- 20 XI 1373 – 1380: Pierre d’Orgemont (pierwszy prezydent parlamentu paryskiego)
- październik 1380 – 1383: Miles de Dormans, biskup  Beauvais
- 1383 – XII 1388: Pierre de Giac
- XII 1388 – 1398: Arnaud de Corbie
- 1398 – 1400: Nicolas du Bosc, biskup  Bayeux
- 1400 – 1405: Arnaud de Corbie
- 1405 – 1413: Jean de Montagu, arcybiskup  Sens
- 1409 – 8 VIII 1413: Arnaud de Corbie
- 1413: Eustache de Laistre
- VIII 1413 – 29 V 1418: Henri de Marle (-1418)
- 1418: Robert Le Maçon
- 1418 – 1420: Eustache de Laistre
- 1419 – 1421: Robert Le Maçon
- 1420 – 1424: Jean Le Clerc, ze stronnictwa burgundzkiego. (Bourguignons).
- 1421 – 1425: Martin Gouge, biskup  Clermont, ze stronnictwa armagnac
- 1424 – 1435: Louis de Luxembourg, biskup  Thérouanne, ze stronnictwa burgundzkiego.
- 1425 – 1445: Renault de Chartres, arcybiskup Reims, armaniak
- 1445 – 1461: Guillaume Jouvenel des Ursins
- 1461 – 1465: Pierre de Morvilliers
- 1465 – 1472: Guillaume Jouvenel des Ursins
- 1472 – 1483: Pierre Doriole
- 1483 – 12 VIII 1492: Guillaume de Rochefort
- 1492 – XI 1494: Adam Fumée
- VIII 1495 – 1497: Guillaume Briçonnet, arcybiskup Reims
- 1497 – 1507/1508: Guy de Rochefort
- 1508 – 1512: Jean de Ganay
- 1515 – 1535: Antoine du Prat,  arcybiskup Sens
- 1535 – 1538: Antoine du Bourg
- 1538 – 1545: Guillaume Poyet
- 1545 – 1560: François Olivier
- 1560 – 1573: Michel de l’Hospital
- 1573 – 1583: René de Birague, cardinal
- 1583 – 1599: Philippe Hurault, comte de Cheverny
- 1599 – 1607: Pomponne de Bellièvre
- 10 IX 1607 – 1 X 1624: Nicolas Brûlart de Sillery
- 3 X 1624 – 11 XII 1635: Étienne Ier d'Aligre
- 19 XII 1635 – 28 I 1672: Pierre Séguier
- 8 I 1674 – 28 X 1677: Étienne II d'Aligre
- 29 X 1677 – 30 X 1685: Michel Le Tellier
- 1 XI 1685 – 2 IX 1699: Louis Boucherat
- 5 IX 1699 – 2 VII 1714: Louis Phélypeaux, hrabia Pontchartrain
- 2 VII 1714 – 2 II 1717: Daniel Voysin de La Noiraye
- 3 II 1717 – 27 X 1750: Henri François d’Aguesseau
- 10 XII 1750 – 14 IX 1768: Guillaume de Lamoignon de Blancmesnil
- 15 IX 1768 – 16 IX 1768: René Charles de Maupeou
- 16 IX 1768 – 1 VII 1790: René Nicolas de Maupeou